# Aprendiendo a conducir
Aprendiendo a conducir (Learning to Drive) es una película estadounidense del 2014, dirigida por Isabel Coixet, con guion de Sarah Kernochan, que se basó en un artículo escrito por Kathy Pollitt en The New Yorker; protagonizada por Patricia Clarkson, como Wendy, exitosa editora de libros que toma lecciones de conducción con el instructor Darwan (Ben Kingsley) después de que la ruptura de su matrimonio con Ted (Jake Weber) le fuerce a ser más autosuficiente. Es la segunda colaboración entre Kingsley, Clarkson y Coixet.
La película fue finalista del Premio del Público en el Festival Internacional de Cine de Toronto del 2014. El estreno oficial fue el 21 de agosto de 2015.

## Argumento
Wendy es una escritora neoyorkina cuyo matrimonio se hunde. Cuando empieza a reclamar su independencia, se da cuenta de que nunca aprendió a conducir. Con la intención de sacarse el carnet, recibirá clases de Darwan, un refugiado político indio de etnia Sij con un gran apego por las tradiciones, que se gana la vida como taxista e instructor de autoescuela. Mientras conducen por la ciudad de Nueva York, ambos se alejarán de los problemas cotidianos y entablarán, entre risas y desencuentros, una gran amistad.

## Reparto
- Patricia Clarkson como Wendy Shields.
- Ben Kingsley como Darwan Singh Tur.
- Grace Gummer como Tasha.
- Jake Weber como Ted.
- Sarita Choudhury como Jasleen.
- John Hodgman como el vendedor de coches.
- Samantha Bee como Debbie.
- Matt Salinger como Peter.
- Daniela Lavender como Mata.
- Michael Mantell como el padre de Wendy.
- Avi Nash como Preet.
- Bryan Burton como el conductor de estudiantes.
- Nora Hummel como el examinador.

## Recepción
Aprendiendo a conducir ha recibido críticas medias a positivas. En Rotten Tomatoes se da a la película una puntuación del 66% basada en 56 críticos, con una media de 6.3/10: "La historia es un poco previsible, pero Learning to Drive está elevada por el fuerte trabajo de estrellas como Patricia Clarkson y Ben Kingsley". En otra página, Metacritic, la película tiene una puntuación de 59 sobre 100, basada en revisiones de 23 críticos, indicando "revisiones mixtas o medianas".